# Даная (картина Рембрандта)
«Даная» (1636—1647) — картина голландского художника Рембрандта, написанная в 1636—1647 годах по мотивам древнегреческого мифа о дочери аргосского царя Акрисия Данае, матери героя Персея. Находится в собрании Государственного Эрмитажа в Санкт-Петербурге. В 1985 году картина пострадала от действий вандала Бронюса Майгиса. После двенадцатилетней реставрации в 1997 году вернулась в экспозицию музея.

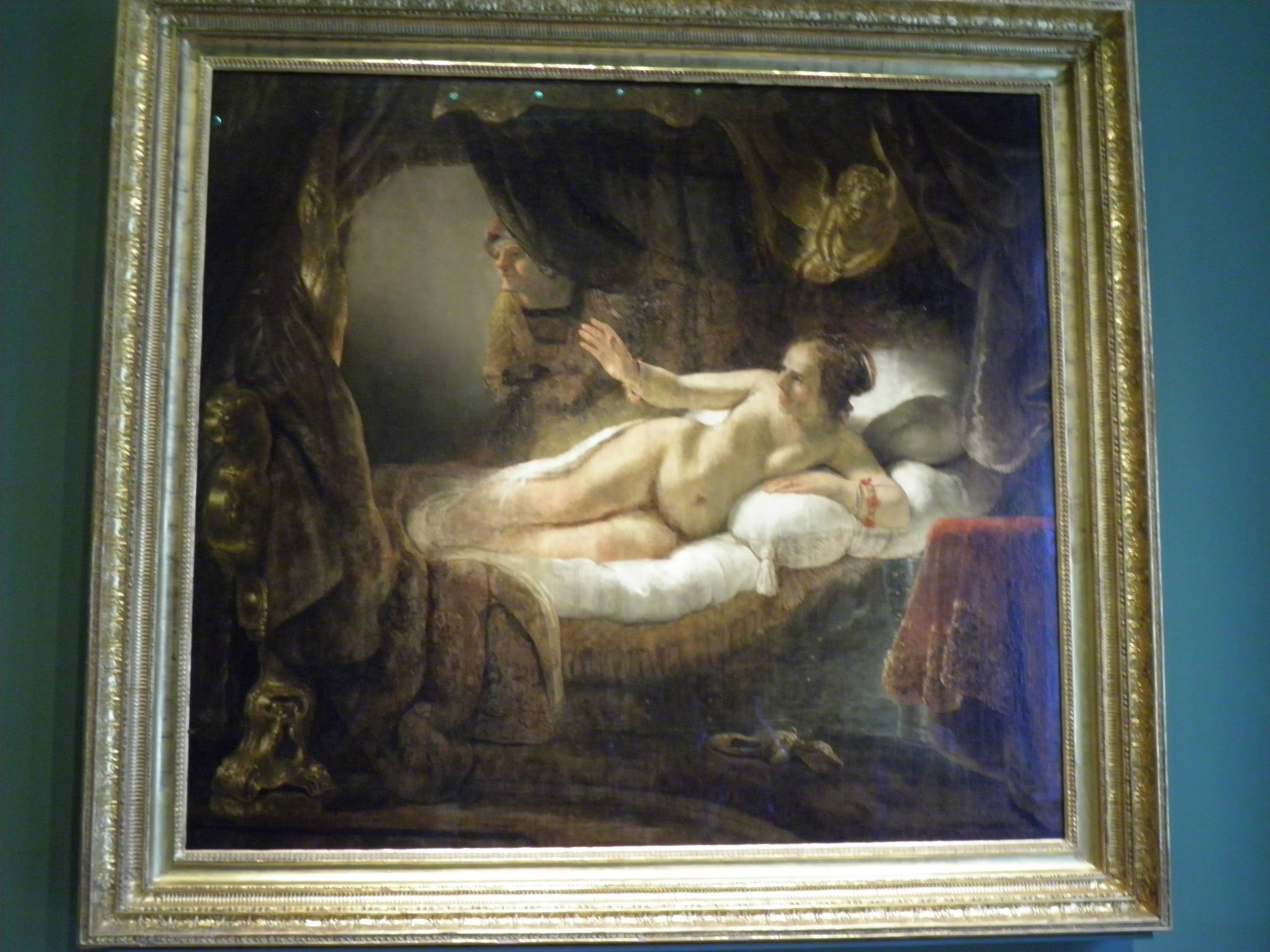
«Даная» после реставрации

## Иконография и композиция
Согласно античному мифу, царь Аргоса Акрисий, получивший предсказание от дельфийского оракула, что он будет убит собственным внуком, заключил свою дочь Данаю в подземную темницу из меди (в иных вариантах мифа в высокую башню) и приставил к ней служанку. Однако Зевс, обратившись в золотой дождь, сумел проникнуть к пленнице и от него Даная родила Персея, совершившего позднее множество подвигов. Сбылось и предсказание — Персей случайно убил Акрисия при метании диска во время гимнастических состязаний. В искусстве средневековья миф о Данае интерпретировали в качестве символа целомудрия, её чудесное зачатие трактовали как непорочное, предвещающее Благовещение Марии. В творчестве художников эпохи Возрождения и барокко этот сюжет стал популярным благодаря своему эротизму. Художников привлекала возможность изображения обнажённого женского тела, живописного контраста наготы, темницы и золотого дождя.
Картины на этот сюжет писали Ян Госсарт, Тициан (шесть вариантов), Тинторетто, Аннибале Карраччи, Абрахам Блумарт, Антонио Беллуччи, Корреджо и многие другие.

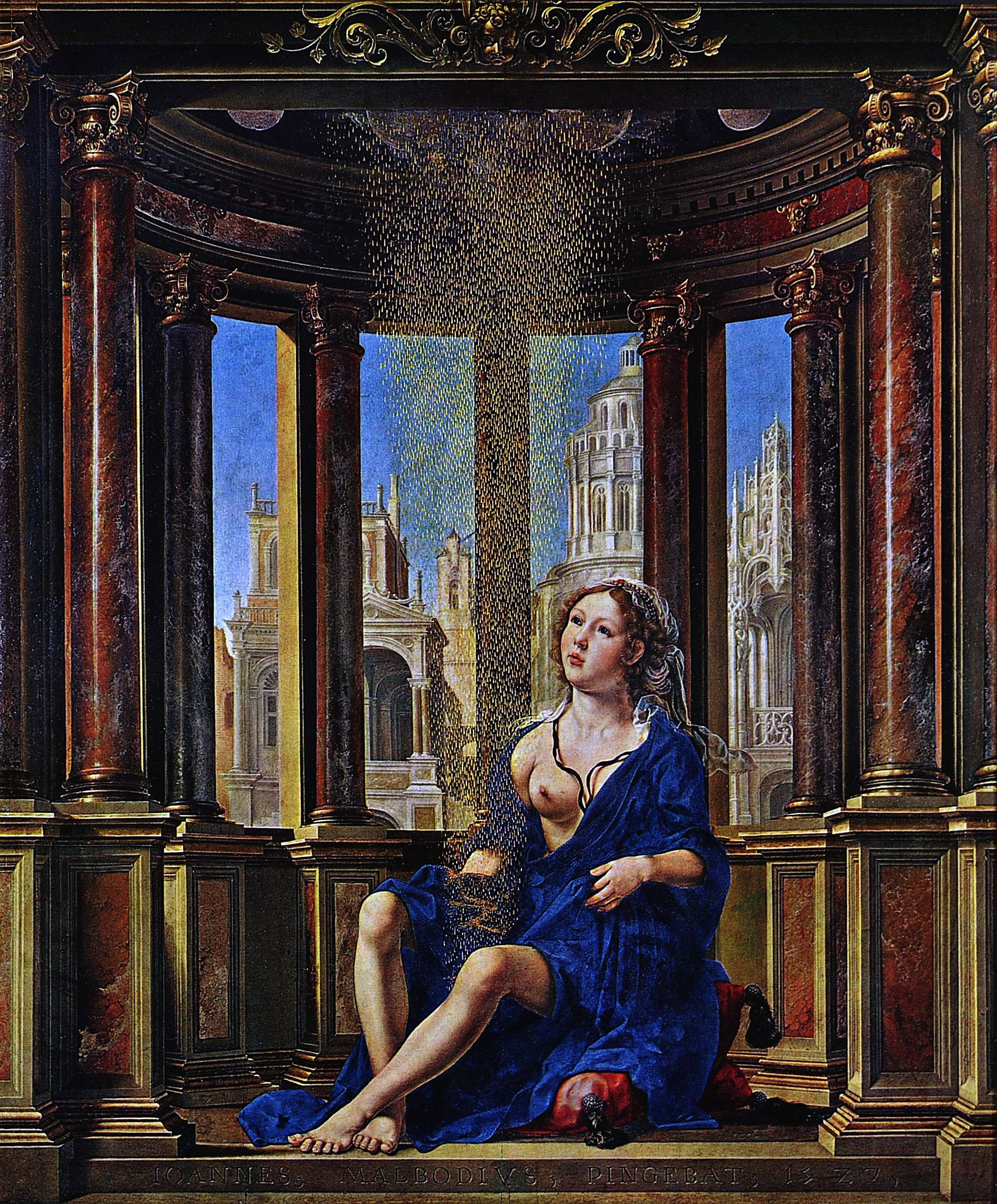
Я. Госсарт. Даная. 1527. Дерево, масло. Старая Пинакотека, Мюнхен
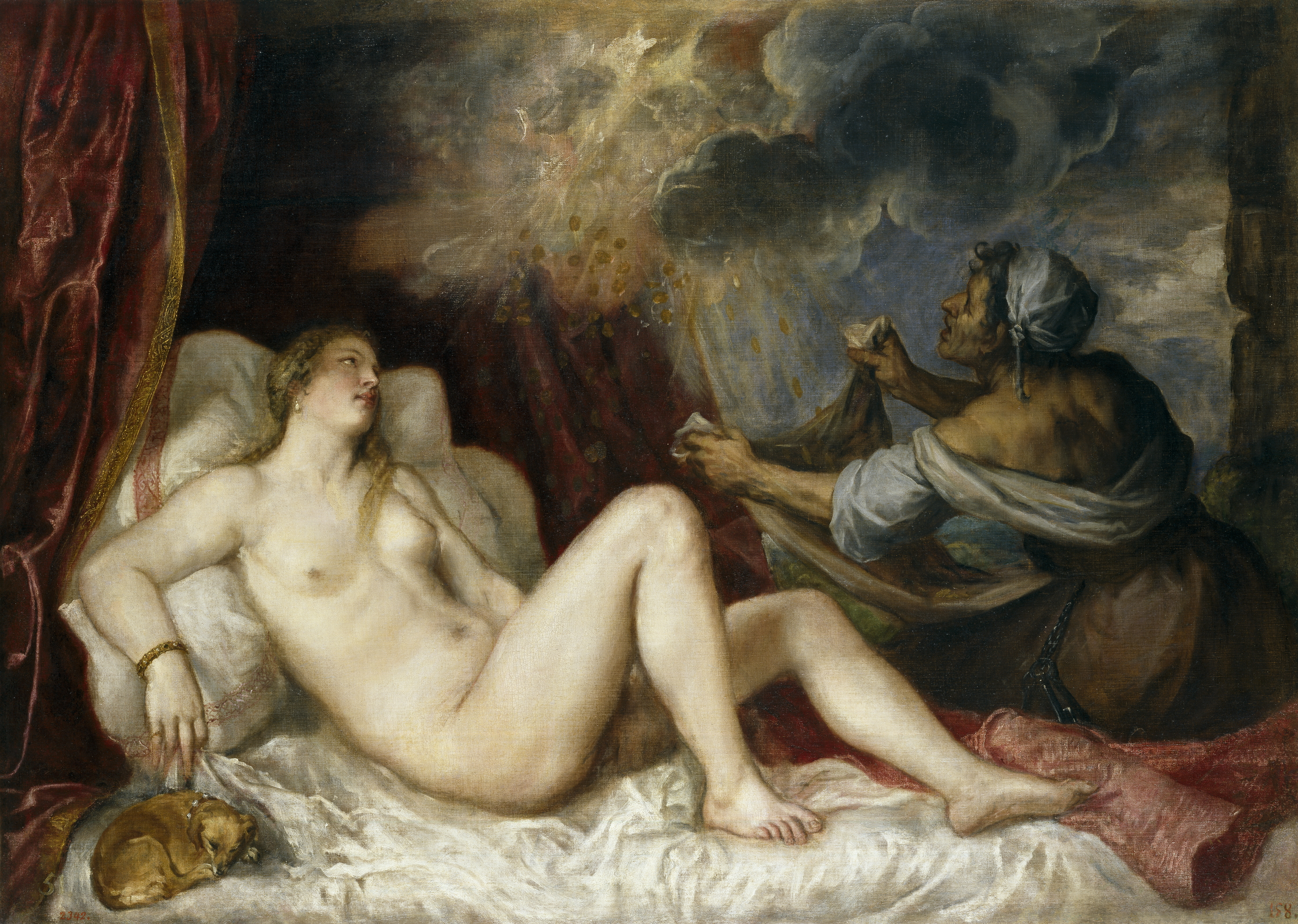
Тициан. Даная. 1553—1554. Прадо, Мадрид
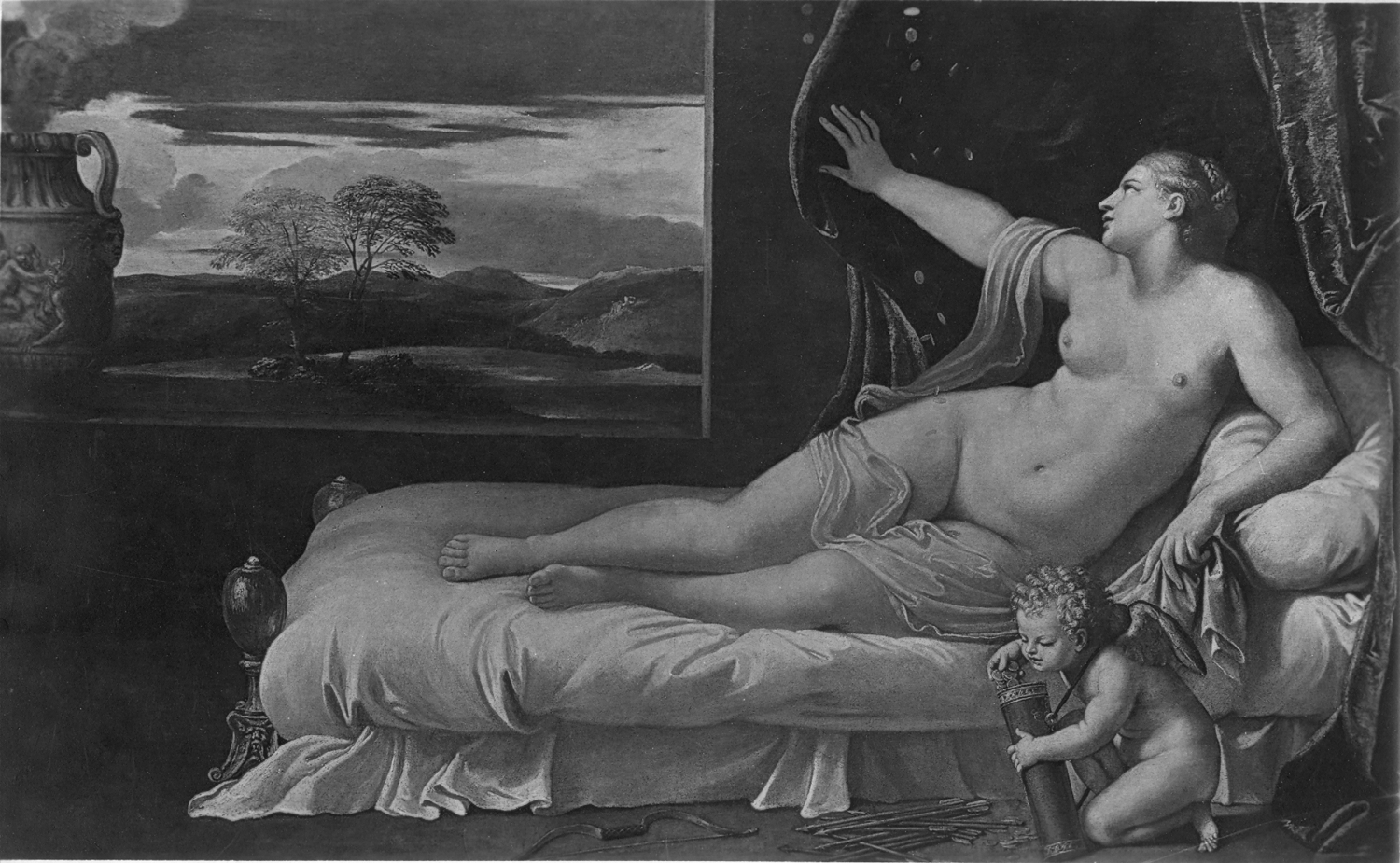
A. Карраччи. Даная. 1605. Холст, масло. Бриджуотер-хаус, Лондон
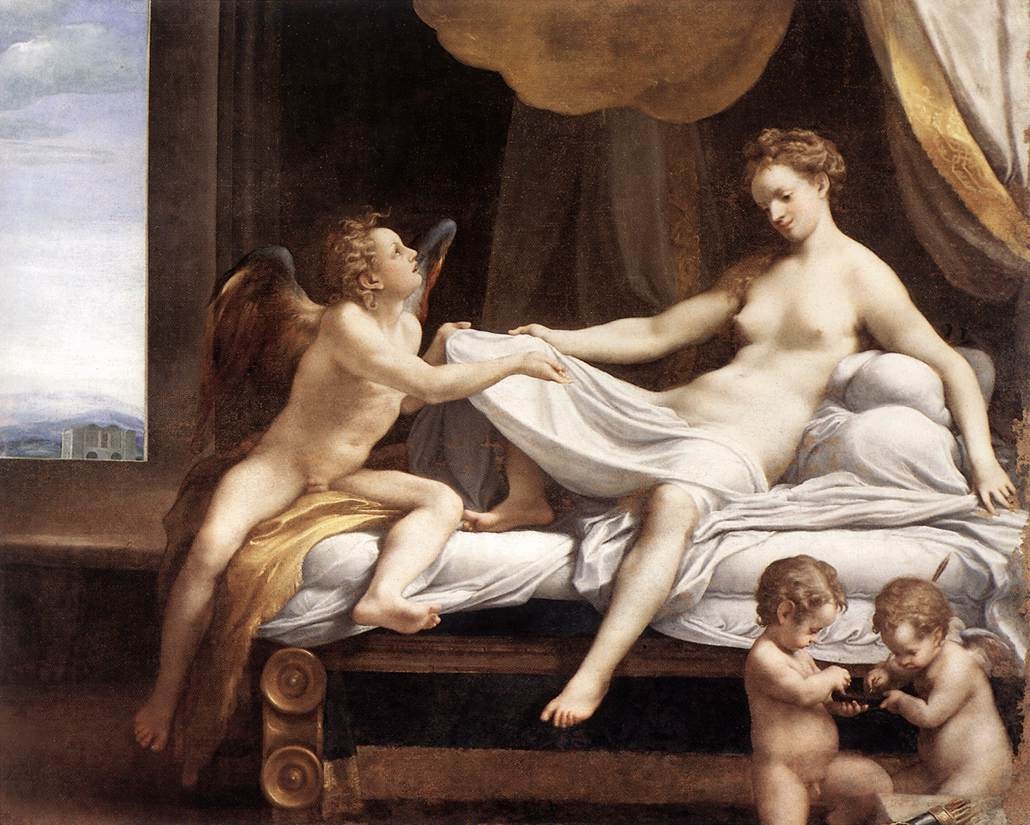
Корреджо. Даная. Между 1531 и 1532. Холст, масло. Галерея Боргезе, Рим
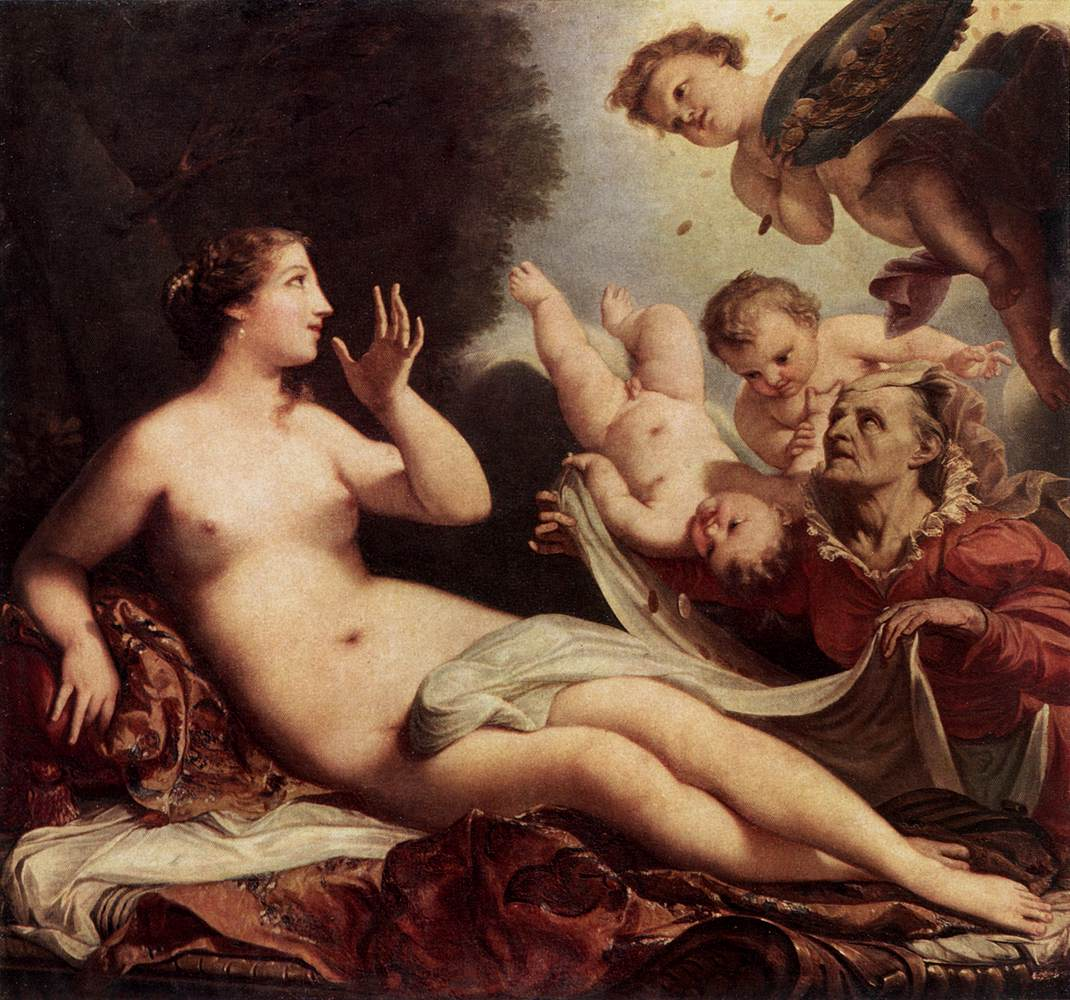
А. Беллуччи. Даная. Ок. 1703. Холст, масло. Музей изобразительных искусств, Будапешт

В картине Рембрандта молодая обнажённая женщина показана в сиянии тёплого солнечного света, падающего через сдвинутый служанкой полог. Женщина приподняла голову над подушкой, протянув правую руку навстречу свету, пытаясь как бы осязать его своей ладонью. Её взгляд обращён в сторону света, губы чуть приоткрылись в полуулыбке. Спутанная причёска, примятая подушка — всё говорит о том, что лишь минуту назад она лежала на кровати.

## Детали картины

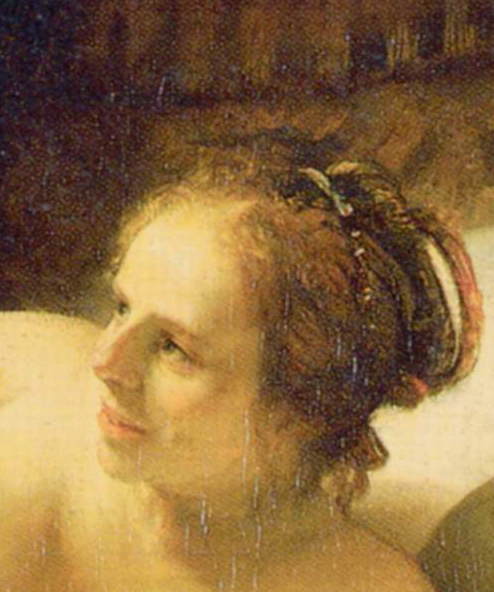
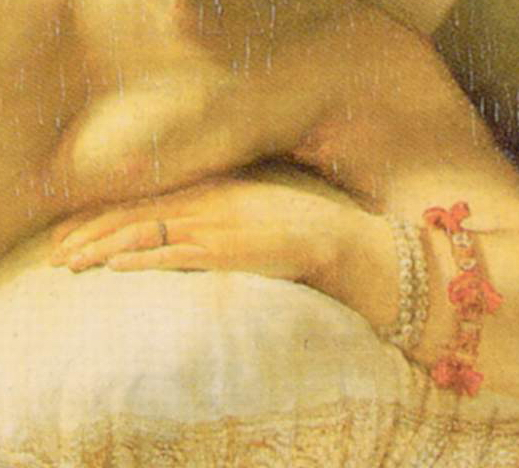
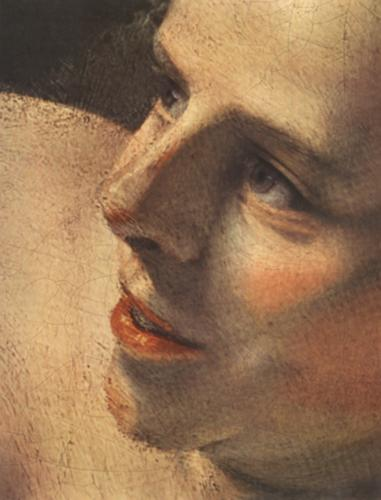
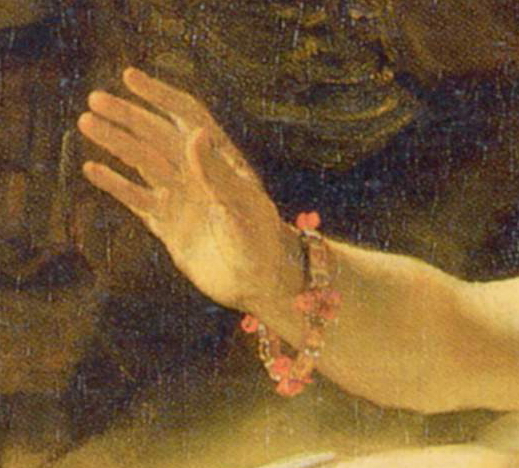
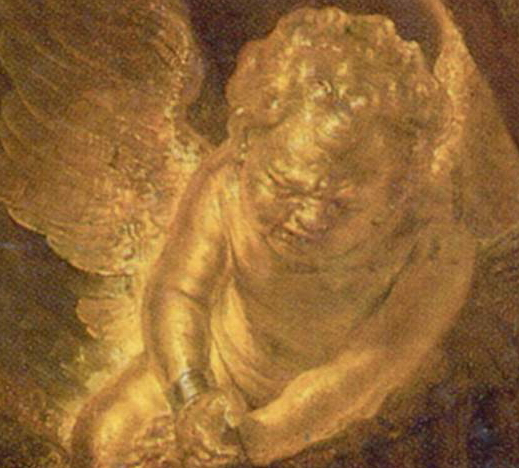

Обнажённое тело Данаи очерчено мягкими контурами и игрой света и тени. Беззащитная нежность чувствуется во всей фигуре, которая, несмотря на несоответствие античным и ренессансным представлениям о красоте, кажется воплощением женственности. В отличие от произведений других художников, на картине отсутствует золотой дождь, символизирующий Зевса, и взгляд Данаи направлен не вверх, как можно было бы ожидать, а в сторону протянутой руки. Руки женщины украшены браслетами, а на левой руке на безымянном пальце надето кольцо, которое может трактоваться как обручальное, хотя это не соответствует сюжету древнегреческого мифа.

## Интерпретации сюжета
«Необычно чувственная трактовка сюжета в картине великого голландца, жизненность ситуации, почти портретное изображение героини и, наконец, отсутствие золотого дождя вызывали у исследователей сомнения в правильности истолкования сюжета рембрандтовской картины». Высказывались различные предположения, что на картине представлена Агарь, Лия, Рахиль, Далила, жена Потифара или Вирсавия. В 1873 году немецкий историк искусства Вильгельм фон Боде высказал гипотезу, что Рембрандт на самом деле изобразил Сарру, которая ожидает своего жениха Товию. Однако, как посчитал Эрвин Панофский, присутствие на картине крылатого мальчика — Эрота со скованными руками означает «вынужденное целомудрие», а золотой дождь художник, согласно своему творческому методу, преобразил в золотой свет, следовательно, на этой картине изображена именно Даная.

## История создания и оценки картины

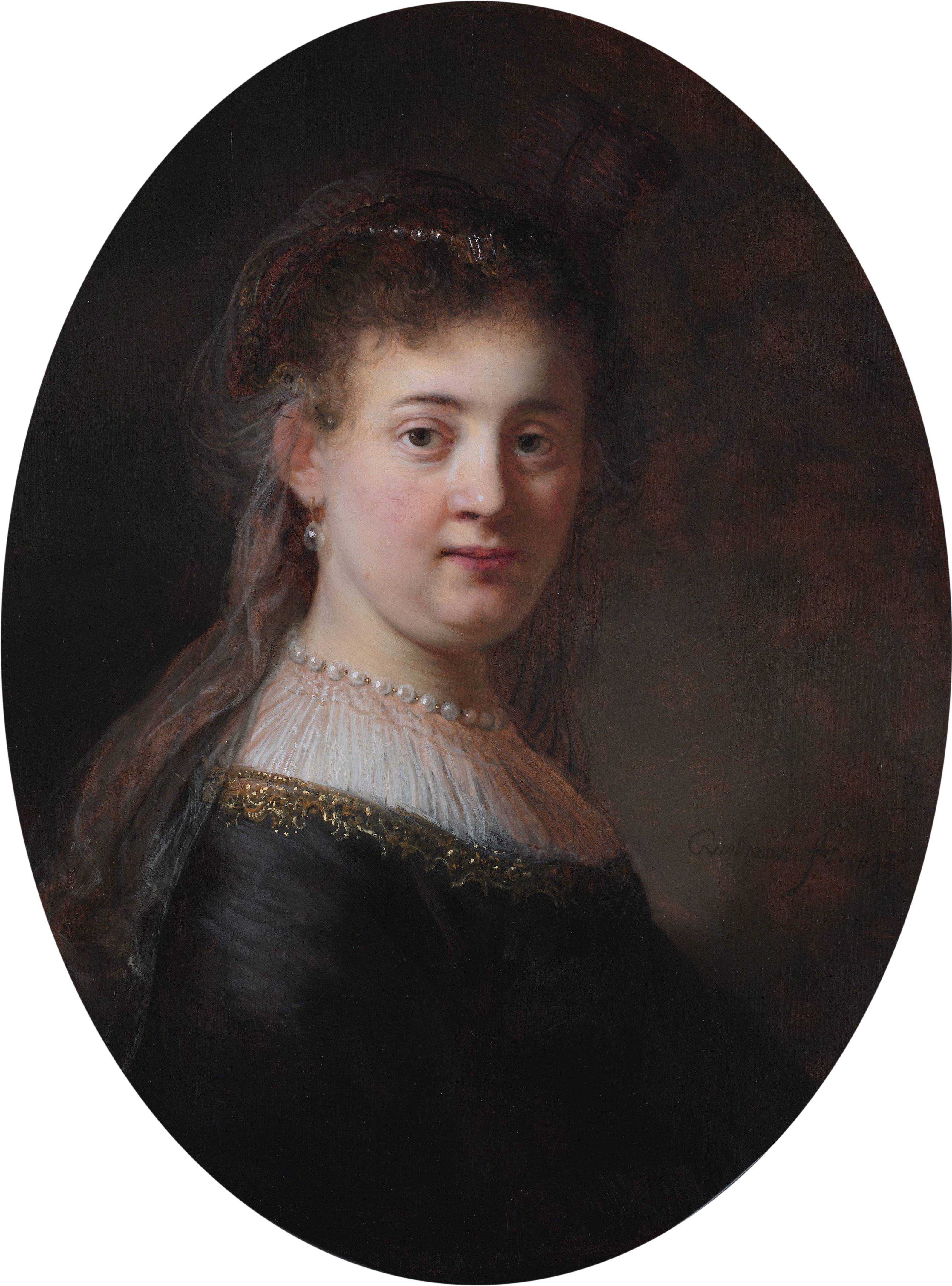
Портрет Саскии кисти Рембрандта

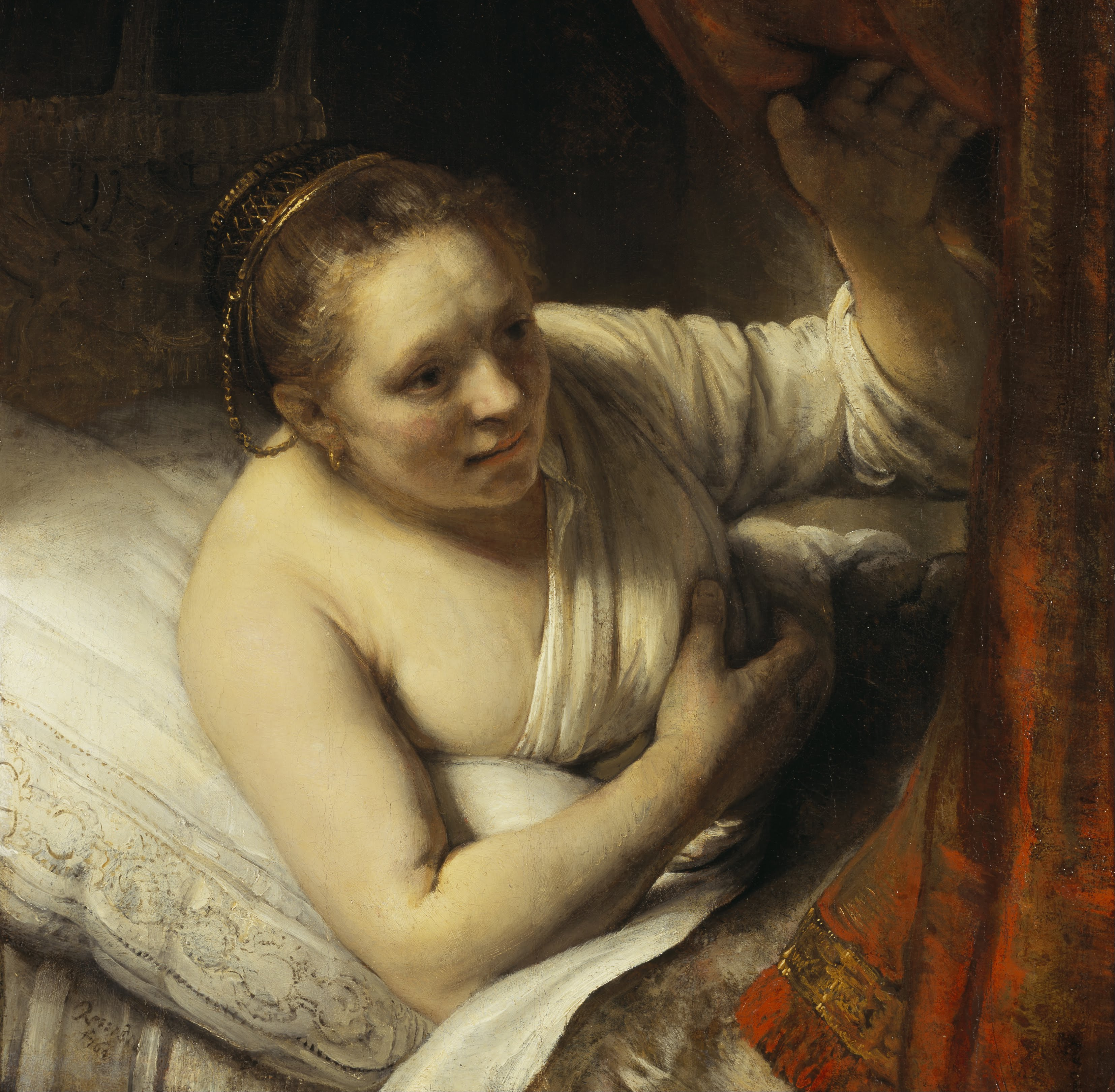
Женщина в кровати (Гертье Диркс?). 1645. Холст, масло. Национальная галерея Шотландии, Эдинбург

Рентгеновские исследования красочного слоя показали, что Рембрандт несколько раз переписывал картину. Первый раз художник начал писать свою «Данаю» в 1636 году, через два года после женитьбы на Саскии ван Эйленбюрх. Рембрандт нежно любил свою молодую жену и часто изображал её на картинах. Не стала исключением и «Даная», написанная Рембрандтом не для продажи, а для себя. Картина оставалась с художником вплоть до распродажи его имущества в 1656 году. Долгое время оставалось загадкой, почему сходство с Саскией не так очевидно, как на других картинах художника 1630-х годов, а использованный им стиль местами более походит на творения более позднего периода его творчества.
На основании стилевого анализа можно предположить, что Рембрандт вернулся к картине спустя десять лет (об этом есть и косвенные свидетельства). Если в первый раз моделью служила Саския (она скончалась в 1642 году), то в 1646—1647 годах, когда Рембрандт, пережив тяжелейший кризис, вернулся к картине, его художественное мышление и манера живописи стали иными, более живописными, а техника виртуозной и раскованной.

 «Придав композиции новое качество, Рембрандт переписал и прекрасную модель, придав ей черты Гертье Диркс, которой в то время был страстно увлечён. Это и определило некоторую двойственность, заметную при внимательном рассмотрении картины: выверенность, классичность композиции и необычайную чувственность живописи. Никогда ещё Рембрандт не писал с таким откровенным наслаждением тело женщины, упиваясь красками и формой. Пронизанная золотым светом, картина напитана эротикой. Двусмысленность улыбки Данаи, её трепещущий живот (во втором варианте картины художник убрал скрывавшие его ранее драпировки) вводили в заблуждение исследователей-знатоков»
Черты лица Данаи на картине были изменены таким образом, что совместили в себе обеих любимых женщин художника. Кроме того, рентгеноскопия показала, что в начальном изображении присутствовал золотой дождь, льющийся на Данаю, а взгляд её был направлен вверх. У Эрота в изголовье кровати было смеющееся лицо, а правая рука Данаи была развёрнута ладонью вверх.
Выдающийся знаток нидерландской живописи, художник и писатель Эжен Фромантен в знаменитой книге «Старые мастера» писал о творческом методе Рембрандта одновременно критично и восторженно:

 «Никогда действительность не покоряла его [Рембрандта] своей цельностью. Когда смотришь, как он писал тело, можно усомниться, интересовался ли он его формами. Он любил женщин, но замечал только деформированные тела, любил ткани, но не копировал их. И если в изображении наготы ему не хватало грации, красоты, чистых линий и изысканности, то он восполнял это, изображая нагое тело гибким, упругим, округлым, с такой любовью к плоти и таким пониманием смысла живого существа, что это приводит в восторг живописцев. Выделяя необходимое ему, он разлагал всё — цвет, также как и свет… Невозможно в пластическом искусстве пойти дальше в познании бытия в себе. Красоту физическую Рембрандт заменял духовным выражением, воспроизведение вещей — почти полным их преображением»
Но, наверное, точнее всех о «Данае» написал А. Н. Бенуа в «Путеводителе по Картинной галерее Императорского Эрмитажа» (1910):

«„Даная“ Рембрандта не пассивная патрицианка Тициана и не шаловливая жеманница Корреджо, а здоровая женщина, которая вся замлела от восторга, увидав своего супруга, спускающегося на неё золотым дождём. „Даная“ прекраснейшая картина Рембрандта, и это прекраснейшая картина в Эрмитаже. Глупо говорить о некрасивом типе женщины или ещё о несоответствии всей формальной стороны с пониманием красоты древних, у которых заимствовал миф и Рембрандт. Здесь больше, нежели иллюстрация к Овидию, и рядом с этим подлинным апофеозом весь Овидий кажется мелким, чуть ребяческим. Рембрандт трактует миф со всей подобающей ему грандиозностью и искренностью. Быть может, действительно, Данаи, как Данаи, как дочери царя Акризиоса здесь нет. Но здесь есть нечто большее, настоящий праздник солнца, какая-то оргия света, вторжение и почти насилие живительного источника. Вся картина — сплошное золото; ликующая музыка света льётся из неё неисчерпаемым потоком. И даже некрасивость лица и тела героини не вредят впечатлению»

## Даная в России
После распродажи имущества Рембрандта след картины теряется. Лишь в XVIII веке «Даная» обнаруживается у знаменитого французского коллекционера Пьера Кроза́. После смерти Кроза в 1740 году большинство картин досталось трём его племянникам: Луи-Франсуа Кроза, маркизу дю Шатель (1691—1750), Жозефу-Антуану Кроза, маркизу де Тюньи (1699—1750) и Луи-Антуану Кроза, барону де Тьеру, маркизу де Муа (1700—1777).
Когда российская императрица Екатерина II начала подбирать картины для Картинной галереи Эрмитажа, она поручила Дени Дидро способствовать таким приобретениям. Дидро обратил внимание на часть коллекции Кроза, находившуюся у Луи- Антуана, барона де Тьера, которая и была приобретена Екатериной в 1772 году у наследников скончавшегося в 1770 году барона. Среди приобретённых картин были «Даная» Тициана, «Юдифь» Джорджоне, «Снятие с креста» Веронезе, «Рождество Иоанна Крестителя» Тинторетто и много других шедевров. В числе семи картин Рембрандта были «Даная» и «Святое семейство».

### Акт вандализма
Долгое время «Даная» Рембрандта была «жемчужиной» эрмитажной коллекции картин. В субботу, 15 июня 1985 года, случилась трагедия. В зал Рембрандта в Эрмитаже вместе с экскурсией пришёл житель Литовской ССР 48-летний Бронюс Майгис, который спросил у работниц музея, какая из картин в этом зале наиболее ценная. После этого он подошёл к «Данае» и, достав из-под полы склянку, выплеснул трижды её содержимое прямо в центр холста. Краска немедленно начала пузыриться, кипеть, менять цвет — в литровой склянке была серная кислота. Майгис также достал нож и успел дважды нанести удары по картине. Дежурные зала и сотрудники Эрмитажа, пока не подоспела квалифицированная помощь, мужественно пытались спасти живопись, опрыскивая холст из спешно поднесённых стаканов с водой.
16 июня 1985 года искусствоведы, реставраторы и художники музея, а также приехавшие сотрудники художественных факультетов МГУ им. Ломоносова провели совещание с работниками музея и вынесли вердикт — красочный слой уничтожен на 30 %. Сотрудники Эрмитажа опасались, что холст после покушения иссохнет до основания и будет разъеден компонентами моноклинной серы — основы серной кислоты. Работники сняли картину со стены зала, облили водой для максимального снижения эффектов поражения и отправили на реставрацию. На восстановление картины ушло двенадцать лет.
После ареста фанатик заявил, что совершил акт вандализма в знак протеста против ввода советских войск в Литву в 1940 году. Позднее экспертиза признала Майгиса невменяемым. Он сначала объяснял свой поступок политическими убеждениями (якобы был литовским националистом), потом обычным женоненавистничеством, а затем стал твердить об обычном желании привлечь к себе внимание. По решению Дзержинского суда 26 августа 1985 года Майгис был признан душевнобольным (диагноз — вялотекущая шизофрения) и отправлен в психиатрическую лечебницу города Черняховска, где провёл шесть лет, затем отправлен в аналогичное заведение в Литве, откуда был выпущен вскоре после распада Советского Союза.

### Реставрация

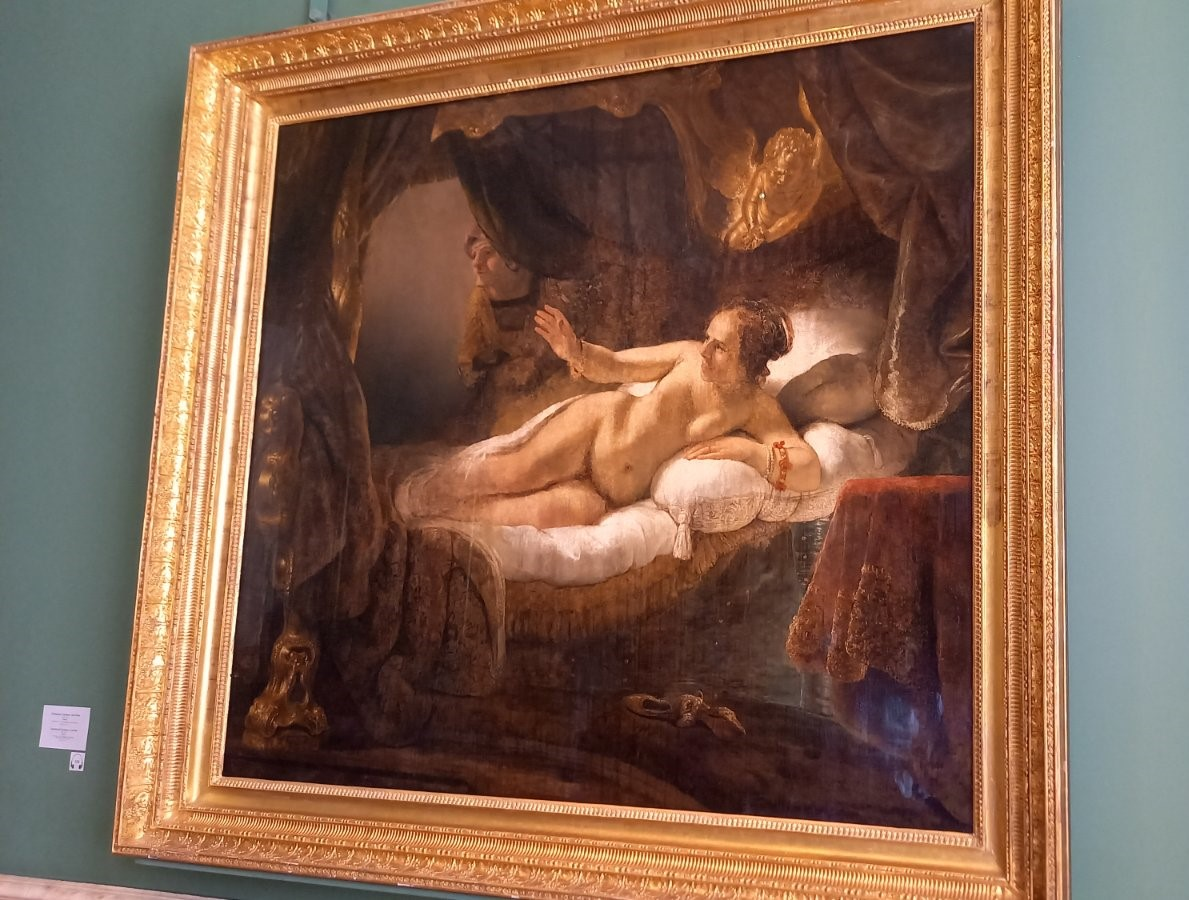
Даная. Картина Рембрандта. Государственный Эрмитаж, Санкт-Петербург. Май 2021 года

Первыми на случившееся откликнулись специалисты Ленинградского технологического института, одновременно директор Эрмитажа Б. Б. Пиотровский позвонил директору Института химии силикатов имени И. В. Гребенщикова академику М. М. Шульцу, послал за ним машину, а тот уже по телефону дал первые рекомендации: поливать холст обильно водой, держа картину в вертикальном положении. Затем, приехав в музей, консультировал реставраторов на месте. Он, вероятно, принадлежал к тем немногим химикам, которые на собственном опыте знают особенности химических процессов, протекающих на поверхности повреждённого произведения и в зонах соединения лакового и красочного слоёв, грунта и холста.
Многие эксперты не верили в успех, считая, что картина утрачена навсегда. Весь центр картины состоял из смешения бурых рельефных пятен, набрызгов, вертикальных натёков и утрат. Химическая реакция усугублялась тем, что кислота, разрушив слой покрывного лака, вступила во взаимодействие с пигментами — свинцовыми белилами, голубым азуритом и мелом. Из-за этого внутри живописных слоёв начал выделяться углекислый газ, который устремился на поверхность, увлекая за собой частицы краски.
Работа над восстановлением мирового шедевра началась в тот же день. Через полтора часа промывания водой удалось остановить действие кислоты, после чего картину укрепили раствором из рыбьего клея и мёда, чтобы предотвратить отслоение слоёв краски при высыхании. Одновременно с подготовкой к реставрации возникла дискуссия, можно ли будет считать восстановленное полотно принадлежащим Рембрандту. Многие не принимали «коллективного творчества», считая, что повреждённую картину надо очистить от следов нападения и законсервировать. В таких случаях картина навсегда переезжает в запасники, а в выставочном зале будет выставлена копия.
Через три дня была создана специальная государственная комиссия, которая рассматривала способы дальнейшего восстановления картины: оставить изуродованное полотно как есть или же восстановить картину, фактически сделав её копию. В результате было принято компромиссное решение: восстановить утраты, удалить следы кислотной реакции, в максимальной степени сохраняя рембрандтовскую живопись. Части холста с полностью утраченной живописью решили воссоздавать нейтральным «тонированием» по методике итальянской школы реставрации. Обычно такой метод считают неприемлемым, «новодельным», но в данном случае выбора не было.
Реставрация началась в Малой церкви Зимнего дворца, где были созданы подходящие для картины климат и освещение. В течение полутора лет над картиной работали реставраторы Эрмитажа Евгений Герасимов, Александр Рахман, Геннадий Широков и Татьяна Алёшина. После укрепления красочного слоя и грунта и подведения нового дублирующего холста, под микроскопом удалялись следы кислотной реакции. Следующим этапом было тонирование с использованием техники масляной живописи, аналогичной авторскому стилю. Одним из важных условий реставрации стало требование возможности возврата к первоначальному варианту, для чего тонирование отделялось от оригинальной живописи слоем лака.
Окончательно реставрация закончилась лишь спустя двенадцать лет, 14 октября 1997 года, когда была проведена «Торжественная встреча с Данаей». С тех пор картина демонстрируется в зале голландской и фламандской школ на втором этаже главного здания Эрмитажа. Для предотвращения актов вандализма в настоящее время картина защищена бронированным стеклом. Реставраторы совершили настоящий подвиг, «но отдельные фрагменты и тончайшие лессировки красочного слоя невосстановимы. Чудо живописной плоти „Данаи“ утеряно навсегда».

## Отражение в культуре
Вокруг картины «Даная» под изменённым названием «Эгина» построен сюжет книги Андрея Константинова «Вор» («Журналист-2»), по мотивам которой снята первая часть телесериала «Бандитский Петербург» — «Барон». Упоминается, что картина была облита серной кислотой, и процесс её реставрации. Также вокруг «Данаи» построен сюжет книги Владимира Соловьёва «Похищение Данаи». История картины описывается в «Исторических миниатюрах» Валентина Пикуля. В юмористическом ключе картина использована в сюжете «Городок» «Кино нашего Городка» в номинации «Лучший фильм об искусстве» как полотно, которое слепой Рембрандт пишет на ощупь.

## Документальные фильмы
- Покушение на «Данаю» (реж. Ника Стрижак, 2006)
- «Даная» Рембрандта после нападения вандала